# José Maria Ferreira de Castro
José Maria Ferreira de Castro (né à Oliveira de Azeméis le 24 mai 1898 et mort à Porto le 29 juin 1974) est un écrivain et un journaliste portugais.

## Biographie
Parti au Brésil à l'âge de 12 ans, il travaille dans une plantation d'hévéa comme seringueiro, expérience qui lui inspire en 1930 son plus célèbre roman Forêt vierge (A Selva), préfacé et traduit en français par Blaise Cendrars et publié chez Grasset en 1938.
Certains de ses livres seront traduits dans les années 50 par Renée Gahisto, la fille du traducteur Manoel Gahisto et de la graveuse Jeanne-Flore Dété, notamment A Curva da Estrada sous le titre Le Renoncement de Don Alvaro en 1953 et A Missão sous le titre La Mission en 1957.

## Œuvres
- Criminoso por Ambição (1916)
- Alma Lusitana (1916)
- Rugas Sociais (1917-18)
- Mas... (1921)
- Carne Faminta (1922)
- O Êxito Fácil (1923)
- Sangue Negro (1923)
- A Boca da Esfinge (1924)
- A Metamorfose (1924)
- A Morte Redimida (1925)
- Sendas de Lirismo e de Amor (1925)
- A Epopeia do Trabalho (1926)
- A Peregrina do Mundo Novo (1926)
- O Drama da Sombra (1926)
- A Casa dos Móveis Dourados (1926)
- O voo nas Trevas (1927)
- Emigrantes (1928)
- Forêt vierge (A Selva, 1930)
- Eternidade (1933)
- Terra Fria (1934)
- Sim, uma Dúvida Basta (1936, paru en 1994)
- O Intervalo (1936, paru en 1974)
- Pequenos Mundos, Velhas Civilizações (1937)
- A Volta ao Mundo (1940 et 1944)
- A Tempestade (1940)
- A Lã e a Neve (1947)
- A Curva da Estrada (1950) traduit sous le titre Le Renoncement de Don Alvaro (1953)
- A Missão (1954) traduit sous le titre La Mission (1957, réédité en 1998)
- As Maravilhas Artísticas do Mundo (vol. I, 1959)
- As Maravilhas Artísticas do Mundo (vol. II, 1963)
- O Instinto Supremo (1968), Mourir peut-être (fr), traduction Georgette Tavares-Bastos, éditions Grasset, 1970
- Os Fragmentos (1974)